# Ali Samari
Ali Samari (né le 7 janvier 1993) est un athlète iranien, spécialiste du lancer du poids.

## Carrière
Le 24 juin 2017, il porte son record personnel à 19,23 m avant de remporter avec 19,80 m le titre de Champion d'Asie à Bhubaneswar, en battant le favori Tejinder Pal Singh de trois cm. Cette performance est réalisée sous une pluie torrentielle ce qui rend glissante l'aire de lancer. C'est le premier Iranien à remporter le titre de cette spécialité.
L'année suivante, il remporte cette fois le titre continental en salle, une nouvelle fois devant Tejinder Pal Singh. Il porte son record en salle à 19,42 m.

## Palmarès
| Date | Compétition                  | Lieu        | Résultat | Marque  |
| ---- | ---------------------------- | ----------- | -------- | ------- |
| 2017 | Championnats d'Asie          | Bhubaneswar | 1er      | 19,80 m |
| 2018 | Championnats d'Asie en salle | Téhéran     | 1er      | 19,42 m |
| 2018 | Jeux asiatiques              | Jakarta     | 7e       | 18,21 m |

## Records
| Épreuve         | Épreuve   | Performance | Lieu        | Date           |
| --------------- | --------- | ----------- | ----------- | -------------- |
| Lancer du poids | Plein air | 19,80 m     | Bhubaneswar | 7 juillet 2017 |
| Lancer du poids | En salle  | 19,42 m     | Téhéran     | 2 février 2018 |